# Indie pop
Indie pop je hudební žánr související s indie rockem, oproti kterému je zaměřen na čistě popovou hudební stránku tj. chytlavé melodie a harmonie. Je odvozen od žánru power pop. Jeho poddruhem je twee pop. Ukázky indie popu z počátku 80. let jsou na kompilacích C81 a C86 od hudebního časopisu NME, které přispěly k popularizaci tohoto žánru mezi dalšími hudebníky.
Indie v názvu znamená nezávislá vydavatelství (anglicky: independent labels).